# Unterseeboot 640
L'Unterseeboot 640 ou U-640 est un sous-marin allemand (U-Boot) de type VIIC utilisé par la Kriegsmarine pendant la Seconde Guerre mondiale.
Le sous-marin est commandé le 20 janvier 1941 à Hambourg (Blohm & Voss), sa quille posée le 30 octobre 1941, il est lancé le 23 juillet 1942 et mis en service le 17 septembre 1942, sous le commandement de l'Oberleutnant zur See Karl-Heinz Nagel.
L'U-640 n'endommage ni ne coule aucun navire au cours de l'unique et brève patrouille (quatorze jours en mer) qu'il effectue.
Il coule d'un bombardement de l'aviation américaine dans l'Océan Atlantique, en août 1943.

## Conception
Unterseeboot type VII, l'U-640 avait un déplacement de 769 tonnes en surface et 871 tonnes en plongée. Il avait une longueur totale de 67,10 m, un maître-bau de 6,20 m, une hauteur de 9,60 m et un tirant d'eau de 4,74 m. Le sous-marin était propulsé par deux hélices de 1,23 m, deux moteurs diesel Germaniawerft M6V 40/46 de 6 cylindres en ligne de 1 400 cv à 470 tr/min, produisant un total de 2 060 à 2 350 kW en surface et de deux moteurs électriques BBC GG UB 720/8 de 375 cv à 295 tr/min, produisant un total 550 kW, en plongée. Le sous-marin avait une vitesse en surface de 17,7 nœuds (32,8 km/h) et une vitesse de 7,6 nœuds (14,1 km/h) en plongée. Immergé, il avait un rayon d'action de 80 milles marins (150 km) à 4 nœuds (7,4 km/h; 4,6 milles par heure) et pouvait atteindre une profondeur de 230 m. En surface son rayon d'action était de 8 500 milles nautiques (soit 15 700 km) à 10 nœuds (19 km/h). 
L'U-640 était équipé de cinq tubes lance-torpilles de 53,3 cm (quatre montés à l'avant et un à l'arrière) qui contenait quatorze torpilles. Il était équipé d'un canon de 8,8 cm SK C/35 (220 coups) et d'un canon antiaérien de 20 mm Flak. Il pouvait transporter 26 mines TMA ou 39 mines TMB. Son équipage comprenait 4 officiers et 40 à 56 sous-mariniers.

## Historique
Il suit sa période d'entraînement à la 5. Unterseebootsflottille jusqu'au 30 avril 1943 puis rejoint une unité de combat dans la 6. Unterseebootsflottille.
L'U-640 quitte Kiel le 1er mai 1943 pour sa première et unique patrouille de guerre. Après l'attaque infructueuse sur convoi ONS-7 le 13 mai, l'U-640 est bombardé par un avion basé en Islande, le forçant à plonger et à perdre la vue du convoi.
Le lendemain, après seulement quatorze jours de mer, l'U-640 coule dans l'Atlantique Nord à l'est du Cap Farvel à la position 60° 32′ N, 31° 05′ O, par des charges de profondeur d'un Catalina américain du VP-84.
Les quarante-neuf membres d'équipage meurent dans cette attaque.

## Affectations
- 5. Unterseebootsflottille du 17 septembre 1942 au 30 avril 1943 (Période de formation).
- 6. Unterseebootsflottille du 1er mai 1943 au 14 mai 1943 (Unité combattante).

## Commandement
- Oberleutnant zur See Karl-Heinz Nagel du 17 septembre 1942 au 14 mai 1943.

## Patrouille
|       | Commandant             | Départ       | Départ | Arrivée     | Arrivée | Jours    | Succès |
| ----- | ---------------------- | ------------ | ------ | ----------- | ------- | -------- | ------ |
| 1     | Oblt. Karl-Heinz Nagel | 1er mai 1943 | Kiel   | 14 mai 1943 | Coulé   | 14 jours |        |
| Total | Total                  | Total        | Total  | Total       | Total   | 14 jours | 0 t    |

Notes : Oblt. = Oberleutnant zur See

### Opérations Wolfpack
L'U-640 opéra avec les Rudeltaktik (meute de loups) durant sa carrière opérationnelle.
- Iller (12-14 mai 1943)